# Unione dei Socialdemocratici di Lituania
L'Unione dei Socialdemocratici di Lituania (in lituano: Lietuvos socialdemokratų sąjunga - LSDS) è stato un partito politico lituano di orientamento socialdemocratico fondato nel 1999 in seguito ad una scissione dal Partito Socialdemocratico di Lituania; inizialmente designato con la dizione di Partito di Lituania "Socialdemocrazia 2000" (Lietuvos partija „Socialdemokratija 2000“), fu ridenominato nel 2003.

## Storia
Il partito fu costituito il 12 dicembre 1999 dalla componente del Partito Socialdemocratico contraria alla convergenza col Partito Democratico del Lavoro (erede del Partito Comunista) e alla prospettiva di una fusione tra le due forze, formalmente avvenuta nel 2001.
Al Seimas, il nuovo soggetto politico dette vita ad un gruppo parlamentare autonomo, annoverando 5 deputati: Jonas Valatka (capogruppo), Arvydas Akstinavičius, Rimantas Dagys, Dainius Paukštė e Rolandas Zuoza. Alle successive tornate elettorali non ottenne alcuna rappresentanza.
Nel 2003, la corrente del partito che faceva capo a Dagys aderì all'Unione della Patria - Conservatori di Lituania.
Ormai privo di visibilità, si dissolse nel 2014.

## Risultati elettorali
| Elezione          | Voti   | %    | Seggi   |
| ----------------- | ------ | ---- | ------- |
| Parlamentari 2000 | 7.219  | 0,49 | 0 / 141 |
| Parlamentari 2004 | 3.977  | 0,33 | 0 / 141 |
| Parlamentari 2008 | 10.642 | 0,86 | 0 / 141 |
| Parlamentari 2012 | 12.854 | 0,98 | 0 / 141 |
| 1.                |        |      |         |